# Ficheto Point
Der Ficheto Point (englisch; bulgarisch нос Фичето nos Fitscheto) ist eine unvereiste Landspitze an der Nordostküste der Warna-Halbinsel auf der Livingston-Insel im Archipel der Südlichen Shetlandinseln. Sie bildet 2,3 km südöstlich des Williams Point, 0,8 km ostsüdöstlich des Sigritsa Point, 1,3 km östlich des Sayer-Nunataks und 2,9 km nordwestlich des Pomorie Point die Südostseite der Einfahrt zur Dragon Cove.
Britische Wissenschaftler kartierten sie 1968. Die bulgarische Kommission für Antarktische Geographische Namen benannte sie 2006 nach dem bulgarischen Architekten, Baumeister und Künstler Kolju Fitscheto (1800–1881).